# カウスティネン
カウスティネン (フィンランド語：Kaustinen)(スウェーデン語: Kaustby)は、フィンランドの村である。同国中西部の中部ポフヤンマー県のカウスティネン郡に属する。2023年2月28日の人口は4194人で、面積は361.12 km2(内7.09 km2が水域)である。隣接する自治体にはハルスア、コッコラ、クロノビー、ヴェテリが有る。主にフィンランド語が用いられている。
カウスティネン一帯にはフィドルを中心とした、250年以上にわたる民俗音楽の独特なスタイルと演奏技術の伝承があるため、2021年に「カウスティネンにおけるフィドルの演奏と関連する慣習および表現」はユネスコの無形文化遺産に登録された。毎年7月にカウスティネン民俗音楽祭が開催される事やHouse BandのJPPで有名。村の紋章に有るフィドルはフィンランドの伝統音楽を表す。漫画のピーナッツのWoodstock(黄色い鳥)はニューヨークのウッドストック音楽祭が由来だが、フィンランド人はこのキャラクターを音楽祭繋がりで「カウスティネン」と呼ぶ。ヨーロッパ最大のリチウム埋蔵地域でもある。ゲーム会社のHorsefly Gamesの本社が有る。

## 交通
OnniBus.com：首都ヘルシンキ—ユヴァスキュラ—コッコラ

## 所縁の有る著名人
- Kreeta Haapasalo(1813–1893)：カンテレ奏者、ソングライター
- Konsta Jylhä(1910–1984)：民族音楽作曲家、バイオリン奏者
- ペール・ヘンリク・ノルドグレン(1944–2008)：クラシック作曲家